# Gorski Kotar
Gorski kotar (Bjergdistriktet) er et bjergrigt område i den nordvestlige del af  Kroatien. Området hører administrativt til Primorje-Gorski Kotar distrikt. Det ligger nordøst for havnebyen Rijeka ved Adriaterhavet og strækker sig op mod den kroatisk-slovenske grænse. Regionens hovedby er Delnice.

## Beskrivelse
Gorski kotar er et naturskønt område og kaldes iblant Kroatiens grønne lunger. Udover skisport om vinteren tilbyder området vandrerruter, ridesport og bjergklatring. Risnjak Nationalpark samt skiområdene Bjelolasica og Platak ligger i Gorski kotar.

## Byer og befolkning
Efter 2. verdenskrigs afslutning i 1945 er området kontinuerlig blevet affolket, hvilket  har medført  at nogle bosætninger er blevet helt opgivet. Følgende småbyer og kommuner ligger i Gorski kotar. Indbyggertallene er fra folketællingen i 2011.
- Brod Moravice, 865 indbyggere
- Čabar, 3.811  indbyggere
- Delnice, 5.921  indbyggere
- Fužine, 1.595  indbyggere
- Lokve, 1.047  indbyggere
- Mrkopalj, 1.208  indbyggere
- Ravna Gora, 2.439  indbyggere
- Skrad, 1.054  indbyggere
- Vrbovsko, 5.019  indbyggere

## Transport
Motorvejene A1 og A6 forbinder hovedstaden  Zagreb og Rijeka og går gennem området. 